# Mihail Jora
Mihail Jora (ur. 2 sierpnia 1891 w Roman, zm. 10 maja 1971 w Bukareszcie) – rumuński kompozytor.

## Życiorys
Uczył się gry na fortepianie w Jassach. W latach 1909–1911 studiował też w tamtejszym konserwatorium solfeż u Sofii Teodoreanu. Od 1912 do 1914 roku studiował w konserwatorium w Lipsku u Roberta Teichmüllera (fortepian), Maxa Regera (organy) i Stephana Krella (kontrapunkt). Od 1919 do 1920 roku uczył się kompozycji u Florenta Schmitta w Paryżu. Był współzałożycielem powołanego w 1920 roku związku kompozytorów rumuńskich (Societatea Compozitorilor Români), a w latach 1940–1948 jego wiceprezesem. Od 1928 do 1933 roku pełnił funkcję dyrektora Radiodifuziune Românâ. W latach 1927–1948 i 1957–1962 był wykładowcą konserwatorium w Bukareszcie, w latach 1941–1947 także jego rektorem. W 1967 roku otrzymał Nagrodę im. Herdera.
W swojej twórczości łączył wpływy niemieckiego neoromantyzmu i francuskiego impresjonizmu, wykorzystywał też elementy rumuńskiego folkloru muzycznego.

## Ważniejsze kompozycje
(na podstawie materiałów źródłowych)

### Utwory orkiestrowe
- Symfonia C-dur (1937)
- Suita d-moll (1915)
- suita Prieliști moldovanești (1924)
- suita Șase cîntece și-o rumbă na małą orkiestrę (1932)
- Burlesca (1949)

### Utwory kameralne
- 2 kwartety smyczkowe (1926, 1966)
- Suită mică na skrzypce i fortepian (1917)
- Sonata na fortepian (1942)
- Sonata na skrzypce (1951)
- Sonata na wiolonczelę (1962)

### Utwory fortepianowe
- Joujoux pour ma dame (1925)
- Poze și pozne (1948)
- Variațiuni pe o temă de Schumann (1943)

### Utwory wokalno-instrumentalne
- poemat symfoniczny Poveste indică na tenora i orkiestrę (1920)
- Baladă na baryton, chór i orkiestrę (1968)

### Balety
- La piatță (1928, wyst. Bukareszt 1931)
- Demoazela Măriuța (1940, wyst. Bukareszt 1942)
- Cînd strugurii se coc (1958, wyst. Bukareszt 1964)
- Intoarcerea din adîncuri (1959, wyst. Bukareszt 1965)
- Hanul Dulcineea (1966, wyst. Bukareszt 1967)